# Andrena delicatula
Andrena delicatula är en biart som beskrevs av Cockerell 1918. Andrena delicatula ingår i släktet sandbin, och familjen grävbin. Inga underarter finns listade i Catalogue of Life.